# Rastodens labiosa
Rastodens labiosa is een slakkensoort uit de familie van de Rastodentidae. De wetenschappelijke naam van de soort is voor het eerst geldig gepubliceerd in 1979 door Kay.